# Spathius lunganjiding
Spathius lunganjiding är en stekelart som beskrevs av Chao 1977. Spathius lunganjiding ingår i släktet Spathius och familjen bracksteklar. Inga underarter finns listade i Catalogue of Life.